# Glomstein
Glomstein ist eine Ortschaft in der norwegischen Kommune Færder, gelegen in der Provinz (Fylke) Vestfold. Der Ort hat 502 Einwohner (Stand: 1. Januar 2024).

## Geografie
Glomstein ist ein sogenannter Tettsted, also eine Ansiedlung, die für statistische Zwecke als eine städtische Siedlung gewertet wird. Die Ortschaft liegt im Westen der Insel Nøtterøy am Tønsbergfjord, der die Insel vom Festland trennt.

## Geschichte
Bis Ende 2017 gehörte Glomstein noch zur damaligen Kommune Nøtterøy. Diese ging im Rahmen der landesweiten Kommunalreform in die neu geschaffene Gemeinde Færder über.